# Buzz number

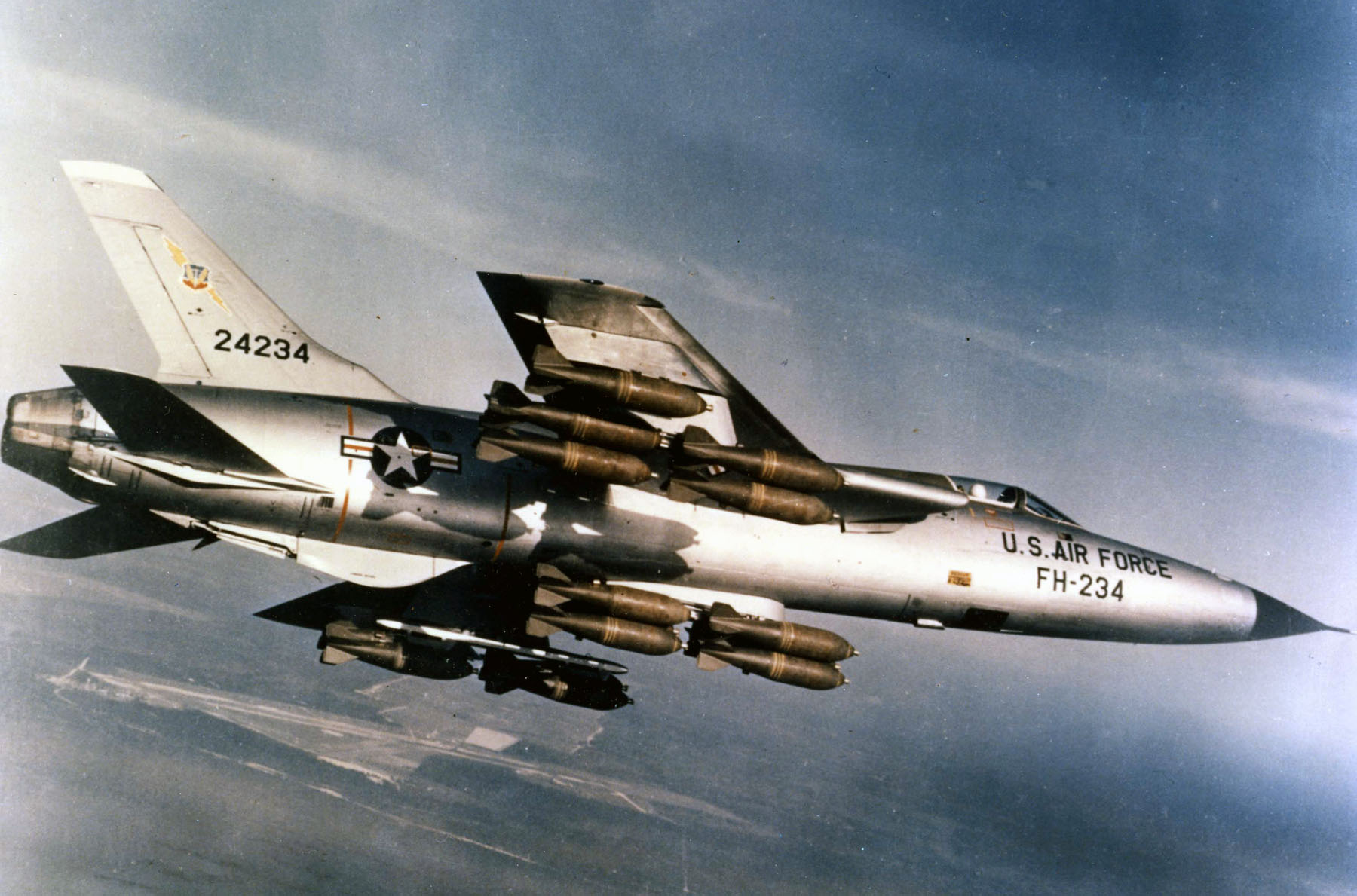
F-105 com o buzz number FH-234 na fuselagem.

Buzz number é um código alfanumérico que se aplicava às aeronaves da Força Aérea dos Estados Unidos. Usado desde o final da Segunda Guerra Mundial até aos anos 1960, eram aplicados em geral a todas as aeronaves, mas particularmente às responsáveis por voar a alta velocidade e a baixas altitudes sobre áreas povoadas, vindo daí o nome "buzzing" (zumbido).
As duas primeiras letras de um buzz number indicavam o tipo e a designação de uma aeronave, enquanto os últimos três dígitos identificavam o número de série da própria aeronave. Os caças da força aérea usavam um buzz number que se iniciava pela letra F (fighter), porém também podiam começar pela letra P (pursuit) antes de 1948; os bombardeiros usavam o B como primeira letra. Um P-51 Mustang teria um buzz number FF-230, enquanto um F-86 Sabre poderia ter FU-910. Um B-66 Destroyer teria um buzz number BB-222. Um dos últimos caças da força aérea americana a ostentar um buzz number foi o F-4 Phantom II (FJ).

## Lista debuzz numbers

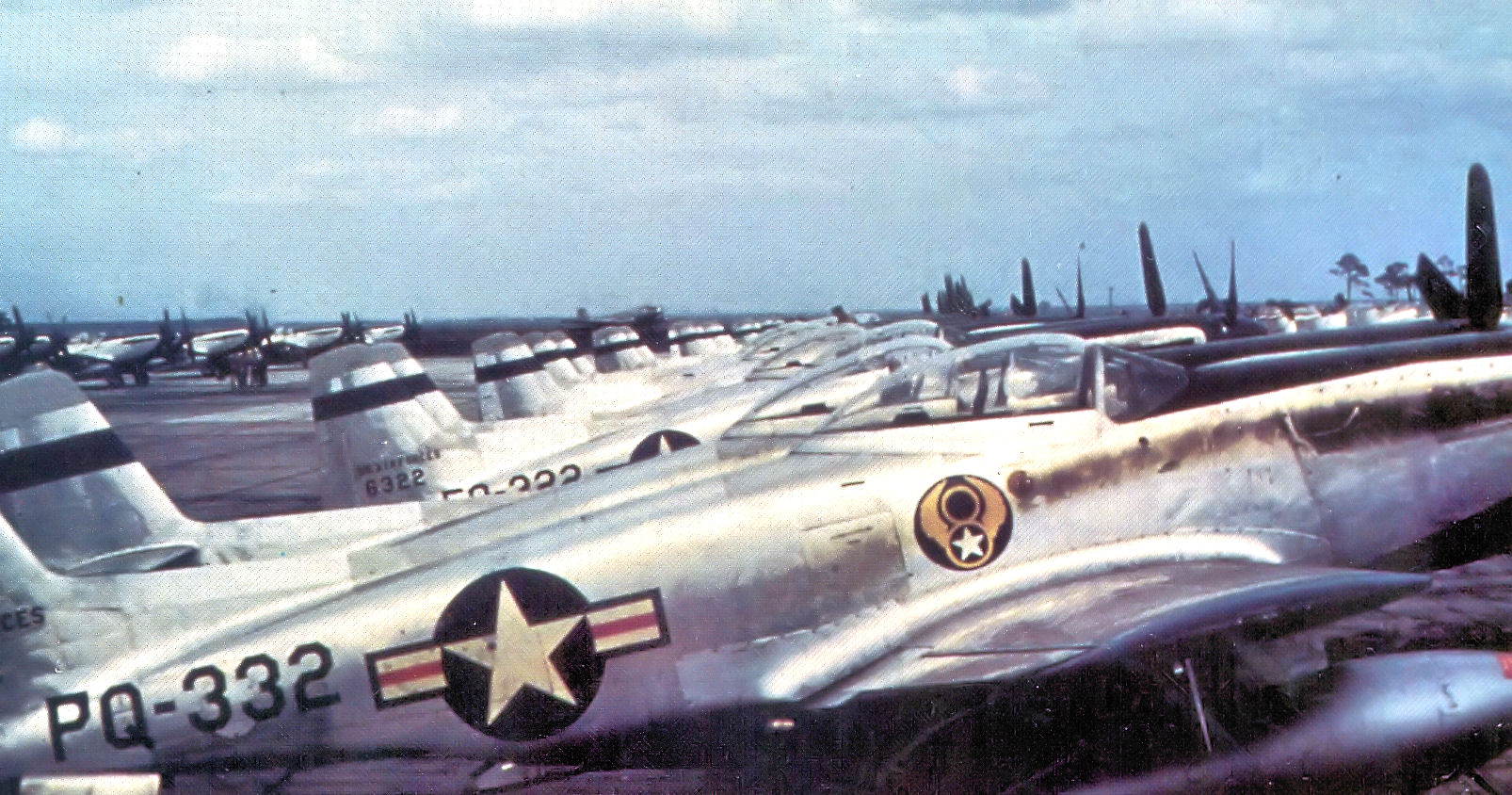
Um P-82 Twin Mustang com o buzz number perto da cauda.

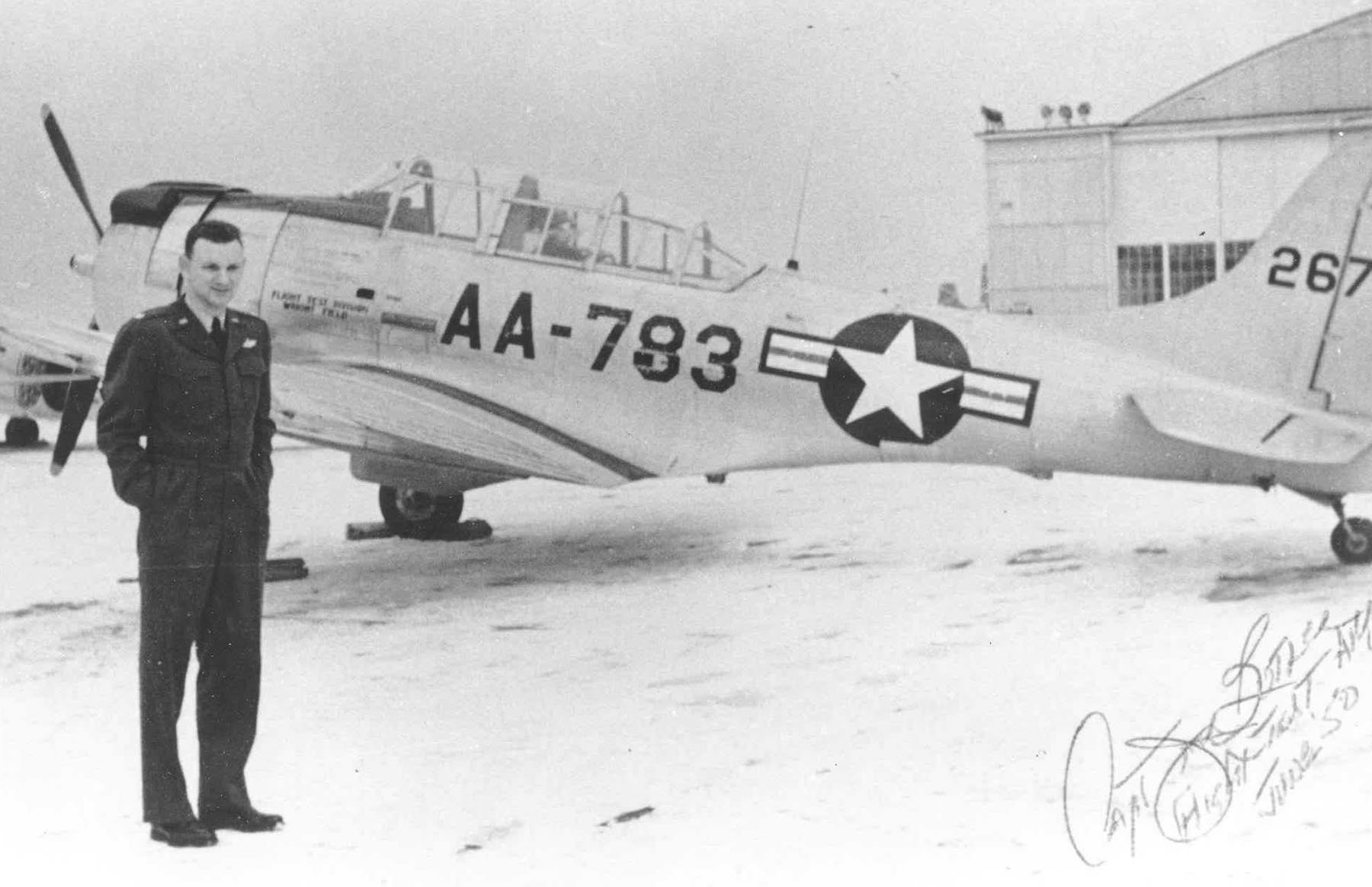
Um Douglas F-24 em 1950, com buzz number AA-783.

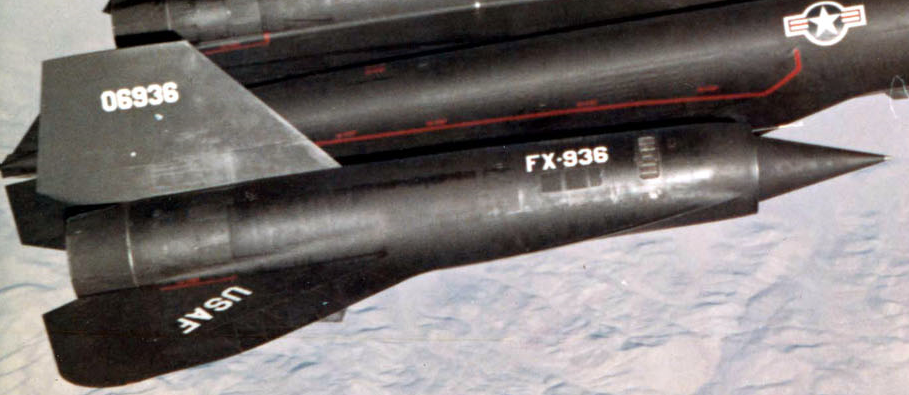
"FX-936" num Lockheed YF-12; possivelmente a última utilização de um buzz number.

Esta tabela contém os buzz numbers por prefixo da Força Aérea dos Estados Unidos. Algumas aeronaves viram o seu buzz number a ser alterado enquanto prestavam serviço, enquanto alguns prefixos foram re-utilizados quando a anterior aeronave que os usava deixava de prestar serviço.
| Nome do código | Fabricante          | Aeronave                                   | Notas                                       |
| -------------- | ------------------- | ------------------------------------------ | ------------------------------------------- |
| AA             | Douglas             | A-24/F-24 Banshee                          | [ 1 ]                                       |
| AB             | Curtiss             | A-25 Shrike                                | [ 1 ]                                       |
| AC             | Douglas             | A-26 Invader                               | BC em 1948                                  |
| AD             | Vultee              | A-31 Vengeance                             | [ 1 ]                                       |
| AE             | Convair             | XA-41                                      | [ 1 ]                                       |
| BA             | Boeing              | B-17 Flying Fortress                       | [ 1 ]                                       |
| BA             | Martin              | B-57 Canberra                              | [ 1 ]                                       |
| BB             | Douglas             | XB-19                                      | [ 1 ]                                       |
| BB             | Douglas             | B-66 Destroyer                             | [ 1 ]                                       |
| BC             | Consolidated        | B-24 Liberator                             | [ 1 ]                                       |
| BC             | Douglas             | B-26 Invader                               | originalmente AC                            |
| BD             | North American      | B-25 Mitchell                              | [ 1 ]                                       |
| BE             | North American      | B-45 Tornado                               | BH em 1948                                  |
| BF             | Boeing              | B-29 Superfortress                         | [ 1 ]                                       |
| BG             | Consolidated        | B-32 Dominator                             | [ 1 ]                                       |
| BG             | Northrop            | XB-35                                      | [ 1 ]                                       |
| BH             | Lockheed            | B-37 Ventura                               | [ 1 ]                                       |
| BH             | North American      | B-45 Tornado                               | originalmente BE                            |
| BJ             | Boeing              | XB-39 Superfortress                        | [ 1 ]                                       |
| BK             | Douglas             | XB-42 Mixmaster                            | [ 1 ]                                       |
| BK             | Boeing              | B-50 Superfortress                         | [ 1 ]                                       |
| BL             | Boeing              | XB-44 Superfortress                        | [ 1 ]                                       |
| BM             | Convair             | B-36 Peacemaker                            | [ 1 ]                                       |
| CA             | Beechcraft          | CQ-3 Expeditor                             | [ 1 ]                                       |
| CA             | Douglas             | C-124 Globemaster II                       | [ 1 ]                                       |
| CB             | Beechcraft          | UC-43 Traveler                             |                                             |
| CC             | Beechcraft          | C-45 Expeditor                             |                                             |
| CD             | Curtiss             | C-46 Commando                              |                                             |
| CE             | Douglas             | C-47 Skytrain                              | [ 1 ]                                       |
| CF             | Douglas             | C-48                                       |                                             |
| CG             | Douglas             | C-49                                       |                                             |
| CH             | Douglas             | C-53 Skytrooper                            |                                             |
| CJ             | Douglas             | C-54 Skymaster                             | [ 1 ]                                       |
| CK             | Lockheed            | C-60 Lodestar                              |                                             |
| CL             | Noorduyn            | UC-64 Norseman                             |                                             |
| CM             | Lockheed            | C-69 Constellation                         |                                             |
| CN             | Douglas             | C-74 Globemaster                           | [ 1 ]                                       |
| CP             | Cessna              | UC-78 Bobcat                               | [ 1 ]                                       |
| CP             | Convair             | C-131 Samaritan                            | [ 1 ]                                       |
| CQ             | Fairchild           | C-82 Packet                                | [ 1 ]                                       |
| CQ             | Fairchild           | C-119 Flying Boxcar                        | [ 1 ]                                       |
| CR             | Consolidated        | C-87 Liberator Express                     | [ 1 ]                                       |
| CS             | Boeing              | C-97 Stratofreighter/KC-97 Stratofreighter | [ 1 ]                                       |
| CT             | Convair             | XC-99                                      | [ 1 ]                                       |
| CU             | Douglas             | C-117 Skytrooper                           | [ 1 ]                                       |
| CV             | Douglas             | C-118 Liftmaster                           | [ 1 ]                                       |
| CW             | Lockheed            | C-121 Constellation                        | [ 1 ]                                       |
| CY             | Chase               | YC-122 Avitruc                             | [ 1 ]                                       |
| CZ             | Chase               | C-123 Provider                             | [ 1 ] [ 2 ]                                 |
| CZ             | Fairchild           | C-123 Provider                             | [ 1 ]                                       |
| FA             | Beechcraft          | F-2 Expeditor                              | cancelado em 1948                           |
| FB             | Lockheed            | F-5 Lightning                              | cancelado em 1948                           |
| FC             | North American      | F-6 Mustang                                | cancelado em 1948, para FF                  |
| FD             | Consolidated        | F-7 Liberator                              | cancelado em 1948                           |
| FE             | Boeing              | F-9 Flying Fortress                        | cancelado em 1948, para BA                  |
| FF             | North American      | F-10 Mitchell                              | cancelado em 1948, para BD                  |
| FG             | Boeing              | F-13 Superfortress                         | cancelado em 1948, para BF                  |
| FH             | Northrop            | F-15 Reporter                              | cancelado em 1948, para FK                  |
| F              | Northrop            | N-156F                                     | [ 3 ]                                       |
| FA             | Lockheed            | F-38 Lightning                             | anteriormente PA                            |
| FA             | Lockheed            | F-94 Starfire                              | [ 1 ]                                       |
| FA             | Northrop            | F-5 Freedom Fighter                        | [ 1 ] [ 4 ]                                 |
| FB             | Bell                | F-39 Airacobra                             | originalmente PB                            |
| FB             | McDonnell           | F-101 Voodoo                               | [ 1 ]                                       |
| FC             | Curtiss             | F-40 Warhawk                               | originalmente PC                            |
| FC             | Convair             | F-102 Delta Dagger                         | [ 1 ]                                       |
| FD             | Republic            | XF-103                                     | [ 1 ]                                       |
| FE             | Republic            | F-47 Thunderbolt                           | anteriormente PE                            |
| FE             | Convair             | F-106 Delta Dart                           | [ 1 ]                                       |
| FF             | North American      | F-51 Mustang                               | anteriormente PF                            |
| FG             | Lockheed            | F-104 Starfighter                          | [ 1 ]                                       |
| FH             | Republic            | F-105 Thunderchief                         | [ 1 ]                                       |
| FJ             | Bell                | F-59 Airacomet                             | anteriormente PJ                            |
| FJ             | McDonnell           | F-110 Spectre                              | [ 1 ]                                       |
| FK             | Northrop            | F-61 Black Widow                           | anteriormente PK                            |
| FL             | Bell                | F-63 Kingcobra                             | anteriormente PL                            |
| FN             | Lockheed            | F-80 Shooting Star                         | anteriormente PL, re-designado FT           |
| FP             | Convair             | XF-81                                      | originalmente PP                            |
| FQ             | North American      | F-82 Twin Mustang                          | anteriormente PQ                            |
| FR             | Bell                | XF-83                                      | anteriormente PR                            |
| FS             | Republic            | F-84 Thunderjet                            | anteriormente PS                            |
| FT             | Lockheed            | F-80 Shooting Star                         | anteriormente PN, FN                        |
| QFT            | Lockheed            | QF-80 Shooting Star                        | [ 1 ]                                       |
| FU             | North American      | F-86 Sabre                                 | anteriormente PU                            |
| FV             | Northrop            | Northrop F-89 Scorpion                     | [ 1 ]                                       |
| FW             | North American      | F-100 Super Sabre                          | [ 1 ]                                       |
| FX             | Lockheed            | YF-12 Blackbird                            | não oficial?                                |
| FY             | North American      | YF-93                                      |                                             |
| FY             | North American      | YF-95                                      | re-designado FU                             |
| GA             | Waco                | PG-2                                       | [ 1 ]                                       |
| GB             | Waco                | PG-3                                       | [ 1 ]                                       |
| GC             | Waco                | CG-4                                       | [ 1 ]                                       |
| GD             | Laister-Kauffman    | XCG-10 Trojan Horse                        | [ 1 ]                                       |
| GE             | Waco                | CG-13                                      | [ 1 ]                                       |
| GF             | Chase               | YCG-14                                     | [ 1 ]                                       |
| GG             | Waco                | CG-15                                      | [ 1 ]                                       |
| GH             | Chase               | XCG-18                                     | [ 1 ]                                       |
| GJ             | Chase               | XCG-20                                     | [ 1 ]                                       |
| JT             | Cessna              | YAT-37D                                    | [ 6 ]                                       |
| LA             | Taylorcraft         | L-2 Grasshopper                            | [ 1 ]                                       |
| LA             | Piper               | L-4 Grasshopper                            | originalmente LC                            |
| LB             | Aeronca             | L-3 Grasshopper                            | [ 1 ]                                       |
| LB             | Stinson             | L-5 Sentinel                               | originalmente LD                            |
| LC             | Piper               | L-4 Grasshopper                            | re-designado LA                             |
| LC             | Aeronca             | L-16                                       | originalmente LH                            |
| LB             | Stinson             | L-5 Sentinel                               | re-designado LB                             |
| LD             | Ryan                | L-17B/U-18B Navion                         | Ver LJ para North American L-17A/C, U-18A/C |
| LE             | Interstate          | L-6 Cadet                                  | [ 1 ]                                       |
| LE             | Boeing              | L-15 Scout                                 | [ 1 ]                                       |
| LE             | Piper               | L-18 Super Cub                             | [ 1 ]                                       |
| LF             | Piper               | L-14                                       | [ 1 ]                                       |
| LF             | Cessna              | L-19 Bird Dog                              | [ 1 ]                                       |
| LG             | Convair             | L-13 Grasshopper                           | [ 1 ]                                       |
| LG             | de Havilland Canada | L-20 Beaver                                | [ 1 ]                                       |
| LH             | Aeronca             | L-16                                       | re-designado LC                             |
| LH             | Piper               | L-21 Super Cub                             | [ 1 ]                                       |
| LJ             | North American      | L-17A/C, U-18A/C Navion                    | Ver LD para Ryan L-17B, U-18B               |
| LJ             | Beechcraft          | L-23 Seminole                              | [ 1 ]                                       |
| LK             | Aero Commander      | L-26                                       | [ 1 ]                                       |
| OA             | Grumman             | OA-9 Goose                                 | [ 1 ]                                       |
| OB             | Consolidated        | OA-10 Catalina                             | [ 1 ]                                       |
| OC             | North American      | O-47                                       | [ 1 ]                                       |
| OD             | Kellett             | YO-60                                      | [ 1 ]                                       |
| OE             | Boeing              | PB2B-1 Catalina                            | [ 6 ]                                       |
| PA             | Lockheed            | P-38 Lightning                             | re-designado FA em 1948                     |
| PB             | Bell                | P-39 Airacobra                             | re-designado FB em 1948                     |
| PC             | Curtiss             | P-40 Warhawk                               | re-designado FC em 1948                     |
| PD             | Curtiss             | XP-42                                      | [ 1 ]                                       |
| PE             | Republic            | P-47 Thunderbolt                           | re-designado FE em 1948                     |
| PF             | North American      | P-51 Mustang                               | re-designado FF em 1948                     |
| PG             | Curtiss             | XP-55 Ascender                             | [ 1 ]                                       |
| PH             | Lockheed            | XP-58 Chain Lightning                      | [ 1 ]                                       |
| PJ             | Bell                | P-59 Airacomet                             | re-designado FJ em 1948                     |
| PK             | Northrop            | P-61 Black Widow                           | re-designado FK em 1948                     |
| PL             | Bell                | P-63 Kingcobra                             | re-designado FL em 1948                     |
| PM             | Fisher              | P-75 Eagle                                 | [ 1 ]                                       |
| PN             | Lockheed            | P-80 Shooting Star                         | re-designado FTem 1948                      |
| PP             | Convair             | XP-81                                      | re-designado FP em 1948                     |
| PQ             | North American      | P-82 Twin Mustang                          | re-designado FQ em 1948                     |
| PR             | Bell                | XP-83                                      | re-designado FR em 1948                     |
| PS             | Republic            | P-84 Thunderjet                            | re-designado FS em 1948                     |
| PU             | North American      | P-86 Sabre                                 | re-designado FU em 1948                     |
| QF             | Piasecki            | H-21 Workhorse                             | [ 6 ]                                       |
| QK             | Culver              | Q-14 Cadet                                 | [ 6 ]                                       |
| RF             | North American      | RF-51 Mustang                              | [ 6 ]                                       |
| TA             | North American      | AT-6 Texan                                 | [ 1 ]                                       |
| LTA            | North American      | LT-6G Texan                                | [ 1 ]                                       |
| TB             | Beechcraft          | AT-7 Navigator                             | [ 1 ]                                       |
| TC             | Beechcraft          | AT-11 Kansan                               | [ 6 ]                                       |
| TC             | Mikoyan-Gurevich    | MiG-15                                     | [ 7 ]                                       |
| TC             | Convair             | TF-102 Delta Dagger                        | [ 8 ]                                       |
| TD             | Fairchild           | AT-21 Gunner                               | [ 1 ]                                       |
| TD             | Beechcraft          | T-34 Mentor                                | [ 1 ]                                       |
| BTE            | Vultee              | BT-13 Valiant                              | [ 1 ]                                       |
| TE             | Cessna              | T-37 Tweet                                 | [ 6 ]                                       |
| PTF            | Boeing              | PT-13 Kaydet                               | [ 1 ]                                       |
| TF             | North American      | TF-51 Mustang                              | [ 6 ]                                       |
| TF             | Northrop            | T-38 Talon                                 | [ 6 ] [ 9 ]                                 |
| TG             | Boeing              | PT-17 Kaydet                               | [ 1 ]                                       |
| TG             | Lockheed            | TF-104 Starfighter                         | [ 6 ]                                       |
| TG             | North American      | T-39 Sabreliner                            | [ 6 ]                                       |
| TH             | Fairchild           | PT-19                                      | [ 1 ]                                       |
| TJ             | Culver              | PQ-8 Cadet                                 | [ 1 ]                                       |
| TK             | Culver              | PQ-14 Cadet                                | [ 6 ]                                       |
| TL             | North American      | T-28 Trojan                                | [ 1 ]                                       |
| TP             | Convair             | T-29 Flying Classroom                      | [ 1 ]                                       |
| TQ             | Fairchild           | T-31                                       | [ 1 ]                                       |
| TR             | Lockheed            | T-33 Shooting Star                         | [ 6 ]                                       |
| UG             | de Havilland Canada | U-6 Beaver                                 | [ 6 ]                                       |
| UH             | Piper               | U-7 Super Cub                              | [ 6 ]                                       |
| UK             | Aero Commander      | U-4/U-9                                    | [ 6 ]                                       |
| YF             | North American      | YF-93                                      | [ 10 ]                                      |
| YT             | Cessna              | YAT-37D                                    | [ 6 ]                                       |